# Krajinski park Južni in zahodni obronki Nanosa
Krajinski park Južni in zahodni obronki Nanosa so v občini Ajdovščina leta 1987 razglasili zaradi številnih botaničnih zanimivosti in naravne ohranjenosti. Park obsega 2632 ha.

## Kulturne znamenitosti parka
- Stari grad nad Vipavo iz 12. oz. 13. stoletja
- Cerkev sv. Hieronima
- Cerkvica sv. Brica
- Cerkev sv. Nikolaja

## Naravne znamenitosti
- geomorfološke naravne znamenitosti (prepadne stene, skalni osamelci, žlebiči in drugo)
- sedem kraških izvirov reke Vipave in kamniti mostovi v Vipavi
- Vipavska jama pri izviru Pod skalco

## Flora in favna
Na majhnem območju najdemo ilirske, alpske in endemične rastlinske vrste, ker se tukaj prepletajo dinarsko in mediteransko vegetacijsko območje:
- Scopolijev repnjak (Arabis scopoliana) raste v skalnih razpokah in na kamnitih traviščih Nanosa.
- endemična vrsta marchesettijeva zvončica (Campanula marchesettii)
- alpska jelenka (Athamanta cretensis)

Kjer je bil v preteklosti zaradi paše izkrčen gozd so danes obsežni travniki kjer najdemo košutnik (Gentiana lutea). Na strmih, prepadnih območjih najdemo jesensko vilovino (Sesleria autumnalis) in črni gaber (Ostrya carpinifolia).
Živalstvo je zelo raznovrstno, saj najdemo redke vrste metuljev, v jamah pa jamske hrošče.